# Gorg Anguiler
El Gorg Anguiler és un gorg del terme municipal de Castellcir, a la comarca del Moianès. És el superior dels dos gorgs que forma la Riera de Castellnou al Molí de Brotons, just per damunt del Salt de la Tosca. És a l'extrem oriental de la Vall de Marfà.